# 1465
Portal Geschichte | Portal Biografien | Aktuelle Ereignisse | Jahreskalender | Tagesartikel

◄ |
14. Jahrhundert |
15. Jahrhundert
| 16. Jahrhundert | ►

◄ |
1430er |
1440er |
1450er |
1460er
| 1470er | 1480er | 1490er | ►

◄◄ |
◄ |
1461 |
1462 |
1463 |
1464 |
1465
| 1466 | 1467 | 1468 | 1469 | ► | ►►
Staatsoberhäupter  · Nekrolog
| Januar | Januar | Januar | Januar | Januar | Januar | Januar | Januar |
| Kw     | Mo     | Di     | Mi     | Do     | Fr     | Sa     | So     |
| ------ | ------ | ------ | ------ | ------ | ------ | ------ | ------ |
| 1      |        | 1      | 2      | 3      | 4      | 5      | 6      |
| 2      | 7      | 8      | 9      | 10     | 11     | 12     | 13     |
| 3      | 14     | 15     | 16     | 17     | 18     | 19     | 20     |
| 4      | 21     | 22     | 23     | 24     | 25     | 26     | 27     |
| 5      | 28     | 29     | 30     | 31     |        |        |        |

| Februar | Februar | Februar | Februar | Februar | Februar | Februar | Februar |
| Kw      | Mo      | Di      | Mi      | Do      | Fr      | Sa      | So      |
| ------- | ------- | ------- | ------- | ------- | ------- | ------- | ------- |
| 5       |         |         |         |         | 1       | 2       | 3       |
| 6       | 4       | 5       | 6       | 7       | 8       | 9       | 10      |
| 7       | 11      | 12      | 13      | 14      | 15      | 16      | 17      |
| 8       | 18      | 19      | 20      | 21      | 22      | 23      | 24      |
| 9       | 25      | 26      | 27      | 28      |         |         |         |

| März | März | März | März | März | März | März | März |
| Kw   | Mo   | Di   | Mi   | Do   | Fr   | Sa   | So   |
| ---- | ---- | ---- | ---- | ---- | ---- | ---- | ---- |
| 9    |      |      |      |      | 1    | 2    | 3    |
| 10   | 4    | 5    | 6    | 7    | 8    | 9    | 10   |
| 11   | 11   | 12   | 13   | 14   | 15   | 16   | 17   |
| 12   | 18   | 19   | 20   | 21   | 22   | 23   | 24   |
| 13   | 25   | 26   | 27   | 28   | 29   | 30   | 31   |

| April | April | April | April | April | April | April | April |
| Kw    | Mo    | Di    | Mi    | Do    | Fr    | Sa    | So    |
| ----- | ----- | ----- | ----- | ----- | ----- | ----- | ----- |
| 14    | 1     | 2     | 3     | 4     | 5     | 6     | 7     |
| 15    | 8     | 9     | 10    | 11    | 12    | 13    | 14    |
| 16    | 15    | 16    | 17    | 18    | 19    | 20    | 21    |
| 17    | 22    | 23    | 24    | 25    | 26    | 27    | 28    |
| 18    | 29    | 30    |       |       |       |       |       |

| Mai | Mai | Mai | Mai | Mai | Mai | Mai | Mai |
| Kw  | Mo  | Di  | Mi  | Do  | Fr  | Sa  | So  |
| 18  |     |     | 1   | 2   | 3   | 4   | 5   |
| 19  | 6   | 7   | 8   | 9   | 10  | 11  | 12  |
| 20  | 13  | 14  | 15  | 16  | 17  | 18  | 19  |
| 21  | 20  | 21  | 22  | 23  | 24  | 25  | 26  |
| 22  | 27  | 28  | 29  | 30  | 31  |     |     |
| --- | --- | --- | --- | --- | --- | --- | --- |

| Juni | Juni | Juni | Juni | Juni | Juni | Juni | Juni |
| Kw   | Mo   | Di   | Mi   | Do   | Fr   | Sa   | So   |
| ---- | ---- | ---- | ---- | ---- | ---- | ---- | ---- |
| 22   |      |      |      |      |      | 1    | 2    |
| 23   | 3    | 4    | 5    | 6    | 7    | 8    | 9    |
| 24   | 10   | 11   | 12   | 13   | 14   | 15   | 16   |
| 25   | 17   | 18   | 19   | 20   | 21   | 22   | 23   |
| 26   | 24   | 25   | 26   | 27   | 28   | 29   | 30   |

| Juli | Juli | Juli | Juli | Juli | Juli | Juli | Juli |
| Kw   | Mo   | Di   | Mi   | Do   | Fr   | Sa   | So   |
| ---- | ---- | ---- | ---- | ---- | ---- | ---- | ---- |
| 27   | 1    | 2    | 3    | 4    | 5    | 6    | 7    |
| 28   | 8    | 9    | 10   | 11   | 12   | 13   | 14   |
| 29   | 15   | 16   | 17   | 18   | 19   | 20   | 21   |
| 30   | 22   | 23   | 24   | 25   | 26   | 27   | 28   |
| 31   | 29   | 30   | 31   |      |      |      |      |

| August | August | August | August | August | August | August | August |
| Kw     | Mo     | Di     | Mi     | Do     | Fr     | Sa     | So     |
| ------ | ------ | ------ | ------ | ------ | ------ | ------ | ------ |
| 31     |        |        |        | 1      | 2      | 3      | 4      |
| 32     | 5      | 6      | 7      | 8      | 9      | 10     | 11     |
| 33     | 12     | 13     | 14     | 15     | 16     | 17     | 18     |
| 34     | 19     | 20     | 21     | 22     | 23     | 24     | 25     |
| 35     | 26     | 27     | 28     | 29     | 30     | 31     |        |

| September | September | September | September | September | September | September | September |
| Kw        | Mo        | Di        | Mi        | Do        | Fr        | Sa        | So        |
| --------- | --------- | --------- | --------- | --------- | --------- | --------- | --------- |
| 35        |           |           |           |           |           |           | 1         |
| 36        | 2         | 3         | 4         | 5         | 6         | 7         | 8         |
| 37        | 9         | 10        | 11        | 12        | 13        | 14        | 15        |
| 38        | 16        | 17        | 18        | 19        | 20        | 21        | 22        |
| 39        | 23        | 24        | 25        | 26        | 27        | 28        | 29        |
| 40        | 30        |           |           |           |           |           |           |

| Oktober | Oktober | Oktober | Oktober | Oktober | Oktober | Oktober | Oktober |
| Kw      | Mo      | Di      | Mi      | Do      | Fr      | Sa      | So      |
| ------- | ------- | ------- | ------- | ------- | ------- | ------- | ------- |
| 40      |         | 1       | 2       | 3       | 4       | 5       | 6       |
| 41      | 7       | 8       | 9       | 10      | 11      | 12      | 13      |
| 42      | 14      | 15      | 16      | 17      | 18      | 19      | 20      |
| 43      | 21      | 22      | 23      | 24      | 25      | 26      | 27      |
| 44      | 28      | 29      | 30      | 31      |         |         |         |

| November | November | November | November | November | November | November | November |
| Kw       | Mo       | Di       | Mi       | Do       | Fr       | Sa       | So       |
| -------- | -------- | -------- | -------- | -------- | -------- | -------- | -------- |
| 44       |          |          |          |          | 1        | 2        | 3        |
| 45       | 4        | 5        | 6        | 7        | 8        | 9        | 10       |
| 46       | 11       | 12       | 13       | 14       | 15       | 16       | 17       |
| 47       | 18       | 19       | 20       | 21       | 22       | 23       | 24       |
| 48       | 25       | 26       | 27       | 28       | 29       | 30       |          |

| Dezember | Dezember | Dezember | Dezember | Dezember | Dezember | Dezember | Dezember |
| Kw       | Mo       | Di       | Mi       | Do       | Fr       | Sa       | So       |
| -------- | -------- | -------- | -------- | -------- | -------- | -------- | -------- |
| 48       |          |          |          |          |          |          | 1        |
| 49       | 2        | 3        | 4        | 5        | 6        | 7        | 8        |
| 50       | 9        | 10       | 11       | 12       | 13       | 14       | 15       |
| 51       | 16       | 17       | 18       | 19       | 20       | 21       | 22       |
| 52       | 23       | 24       | 25       | 26       | 27       | 28       | 29       |
| 1        | 30       | 31       |          |          |          |          |          |

| Januar | Januar | Januar | Januar | Januar | Januar | Januar | Januar |
| Kw     | Mo     | Di     | Mi     | Do     | Fr     | Sa     | So     |
| ------ | ------ | ------ | ------ | ------ | ------ | ------ | ------ |
| 1      |        | 1      | 2      | 3      | 4      | 5      | 6      |
| 2      | 7      | 8      | 9      | 10     | 11     | 12     | 13     |
| 3      | 14     | 15     | 16     | 17     | 18     | 19     | 20     |
| 4      | 21     | 22     | 23     | 24     | 25     | 26     | 27     |
| 5      | 28     | 29     | 30     | 31     |        |        |        |

| Februar | Februar | Februar | Februar | Februar | Februar | Februar | Februar |
| Kw      | Mo      | Di      | Mi      | Do      | Fr      | Sa      | So      |
| ------- | ------- | ------- | ------- | ------- | ------- | ------- | ------- |
| 5       |         |         |         |         | 1       | 2       | 3       |
| 6       | 4       | 5       | 6       | 7       | 8       | 9       | 10      |
| 7       | 11      | 12      | 13      | 14      | 15      | 16      | 17      |
| 8       | 18      | 19      | 20      | 21      | 22      | 23      | 24      |
| 9       | 25      | 26      | 27      | 28      |         |         |         |

| März | März | März | März | März | März | März | März |
| Kw   | Mo   | Di   | Mi   | Do   | Fr   | Sa   | So   |
| ---- | ---- | ---- | ---- | ---- | ---- | ---- | ---- |
| 9    |      |      |      |      | 1    | 2    | 3    |
| 10   | 4    | 5    | 6    | 7    | 8    | 9    | 10   |
| 11   | 11   | 12   | 13   | 14   | 15   | 16   | 17   |
| 12   | 18   | 19   | 20   | 21   | 22   | 23   | 24   |
| 13   | 25   | 26   | 27   | 28   | 29   | 30   | 31   |

| April | April | April | April | April | April | April | April |
| Kw    | Mo    | Di    | Mi    | Do    | Fr    | Sa    | So    |
| ----- | ----- | ----- | ----- | ----- | ----- | ----- | ----- |
| 14    | 1     | 2     | 3     | 4     | 5     | 6     | 7     |
| 15    | 8     | 9     | 10    | 11    | 12    | 13    | 14    |
| 16    | 15    | 16    | 17    | 18    | 19    | 20    | 21    |
| 17    | 22    | 23    | 24    | 25    | 26    | 27    | 28    |
| 18    | 29    | 30    |       |       |       |       |       |

| Mai | Mai | Mai | Mai | Mai | Mai | Mai | Mai |
| Kw  | Mo  | Di  | Mi  | Do  | Fr  | Sa  | So  |
| 18  |     |     | 1   | 2   | 3   | 4   | 5   |
| 19  | 6   | 7   | 8   | 9   | 10  | 11  | 12  |
| 20  | 13  | 14  | 15  | 16  | 17  | 18  | 19  |
| 21  | 20  | 21  | 22  | 23  | 24  | 25  | 26  |
| 22  | 27  | 28  | 29  | 30  | 31  |     |     |
| --- | --- | --- | --- | --- | --- | --- | --- |

| Juni | Juni | Juni | Juni | Juni | Juni | Juni | Juni |
| Kw   | Mo   | Di   | Mi   | Do   | Fr   | Sa   | So   |
| ---- | ---- | ---- | ---- | ---- | ---- | ---- | ---- |
| 22   |      |      |      |      |      | 1    | 2    |
| 23   | 3    | 4    | 5    | 6    | 7    | 8    | 9    |
| 24   | 10   | 11   | 12   | 13   | 14   | 15   | 16   |
| 25   | 17   | 18   | 19   | 20   | 21   | 22   | 23   |
| 26   | 24   | 25   | 26   | 27   | 28   | 29   | 30   |

| Juli | Juli | Juli | Juli | Juli | Juli | Juli | Juli |
| Kw   | Mo   | Di   | Mi   | Do   | Fr   | Sa   | So   |
| ---- | ---- | ---- | ---- | ---- | ---- | ---- | ---- |
| 27   | 1    | 2    | 3    | 4    | 5    | 6    | 7    |
| 28   | 8    | 9    | 10   | 11   | 12   | 13   | 14   |
| 29   | 15   | 16   | 17   | 18   | 19   | 20   | 21   |
| 30   | 22   | 23   | 24   | 25   | 26   | 27   | 28   |
| 31   | 29   | 30   | 31   |      |      |      |      |

| August | August | August | August | August | August | August | August |
| Kw     | Mo     | Di     | Mi     | Do     | Fr     | Sa     | So     |
| ------ | ------ | ------ | ------ | ------ | ------ | ------ | ------ |
| 31     |        |        |        | 1      | 2      | 3      | 4      |
| 32     | 5      | 6      | 7      | 8      | 9      | 10     | 11     |
| 33     | 12     | 13     | 14     | 15     | 16     | 17     | 18     |
| 34     | 19     | 20     | 21     | 22     | 23     | 24     | 25     |
| 35     | 26     | 27     | 28     | 29     | 30     | 31     |        |

| September | September | September | September | September | September | September | September |
| Kw        | Mo        | Di        | Mi        | Do        | Fr        | Sa        | So        |
| --------- | --------- | --------- | --------- | --------- | --------- | --------- | --------- |
| 35        |           |           |           |           |           |           | 1         |
| 36        | 2         | 3         | 4         | 5         | 6         | 7         | 8         |
| 37        | 9         | 10        | 11        | 12        | 13        | 14        | 15        |
| 38        | 16        | 17        | 18        | 19        | 20        | 21        | 22        |
| 39        | 23        | 24        | 25        | 26        | 27        | 28        | 29        |
| 40        | 30        |           |           |           |           |           |           |

| Oktober | Oktober | Oktober | Oktober | Oktober | Oktober | Oktober | Oktober |
| Kw      | Mo      | Di      | Mi      | Do      | Fr      | Sa      | So      |
| ------- | ------- | ------- | ------- | ------- | ------- | ------- | ------- |
| 40      |         | 1       | 2       | 3       | 4       | 5       | 6       |
| 41      | 7       | 8       | 9       | 10      | 11      | 12      | 13      |
| 42      | 14      | 15      | 16      | 17      | 18      | 19      | 20      |
| 43      | 21      | 22      | 23      | 24      | 25      | 26      | 27      |
| 44      | 28      | 29      | 30      | 31      |         |         |         |

| November | November | November | November | November | November | November | November |
| Kw       | Mo       | Di       | Mi       | Do       | Fr       | Sa       | So       |
| -------- | -------- | -------- | -------- | -------- | -------- | -------- | -------- |
| 44       |          |          |          |          | 1        | 2        | 3        |
| 45       | 4        | 5        | 6        | 7        | 8        | 9        | 10       |
| 46       | 11       | 12       | 13       | 14       | 15       | 16       | 17       |
| 47       | 18       | 19       | 20       | 21       | 22       | 23       | 24       |
| 48       | 25       | 26       | 27       | 28       | 29       | 30       |          |

| Dezember | Dezember | Dezember | Dezember | Dezember | Dezember | Dezember | Dezember |
| Kw       | Mo       | Di       | Mi       | Do       | Fr       | Sa       | So       |
| -------- | -------- | -------- | -------- | -------- | -------- | -------- | -------- |
| 48       |          |          |          |          |          |          | 1        |
| 49       | 2        | 3        | 4        | 5        | 6        | 7        | 8        |
| 50       | 9        | 10       | 11       | 12       | 13       | 14       | 15       |
| 51       | 16       | 17       | 18       | 19       | 20       | 21       | 22       |
| 52       | 23       | 24       | 25       | 26       | 27       | 28       | 29       |
| 1        | 30       | 31       |          |          |          |          |          |

## Ereignisse

### Politik und Weltgeschehen

#### Heiliges Römisches Reich
- 13. Februar: Kaiser Friedrich III. billigt nach 15 Monaten den Frieden von Zeilsheim, der einen Schlussstrich unter die Mainzer Stiftsfehde zieht.
- 28. November: Auf Burg Grünberg in Böhmen entsteht auf Initiative von Zdenko von Sternberg die Grünberger Allianz gegen König Georg von Podiebrad. 16 einflussreiche katholische Adelige verfassen ein Dekret, in dem sie dem utraquistischen König die Verletzung von Landesrechten und insbesondere eine Bevorzugung des utraquistischen niederen Adels und der Städte vorwerfen. Zu den Unterzeichnern gehörten unter anderem Jost II. von Rosenberg und Johann II. von Rosenberg. Die Allianz, die die Unterstützung von Papst Paul II. genießt, der den König zum Ketzer erklärt und ihn am 2. August erfolglos vor das päpstliche Tribunal vorgeladen hat, führt erfolglos Verhandlungen mit dem polnischen König Kasimir IV., den sie für die böhmische Königskrone gewinnen will.

#### Osteuropa

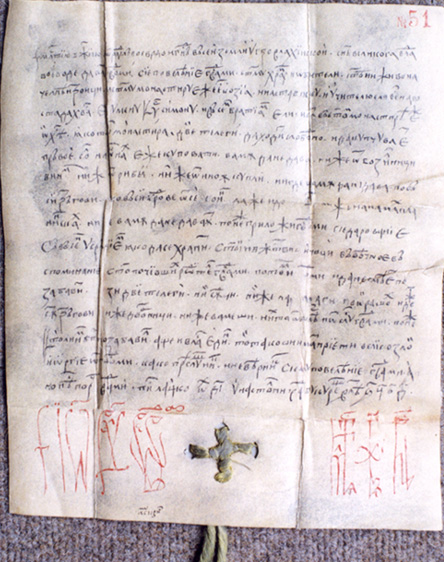
Urkunde von Fürst Radu vom 14. Oktober 1465 (Faksimile)

- In einer Urkunde vom 14. Oktober wird Bukarest durch Radu cel Frumos erstmals als Fürstensitz der Walachei genannt.

#### Frankreich
- Die Ligue du Bien public, ein Bündnis französischer Hochadliger unter der Führung von Karl dem Kühnen, erhebt sich gegen die Herrschaft von König Ludwig XI. In einem Manifest, das am 10. März veröffentlicht wird, geben sie an, einer unordentlichen und jämmerlichen Regierung entgegentreten zu wollen. Sie beabsichtigen, anstelle des Königs einen Regenten einzusetzen, der niemand anders als der erst 18-jährige Charles de Valois, duc de Berry, der Bruder des Königs sein soll. Der König antwortet bereits am 16. März mit einem Gegenmanifest.
- Ludwig XI. wendet sich an Francesco Sforza um Hilfe und schlägt Lüttich eine Allianz gegen den gemeinsamen Feind vor, die am 17. Juni unterzeichnet wird. Der König, der zudem von der wirksamen Unterstützung durch Gaston IV., Graf von Foix profitiert, hat eine Armee von 30.000 Mann zur Verfügung. Sofort nach Ausbruch der Feindseligkeiten marschiert er im Bourbonnais ein. Anschließend führt er seine Armee in Richtung Orléans.
- Am 11. Juli greifen die Burgunder Paris an, das sich ihnen widersetzt. Der Armee Karls des Kühnen gelingt es aber, sich der Porte de Saint-Cloud zu bemächtigen. Ludwigs Lage in Orléans wird gefährlich, da sich seine Gegner von allen Seiten der Hauptstadt nähern. Er wendet sich dann mit einem Zug in Richtung Paris gegen Franz II., Herzog der Bretagne, und Karl den Kühnen.
- Am 16. Juli kommt es zur unentschiedenen Schlacht bei Montlhéry. Am 5. Oktober einigen sich beide Parteien im Vertrag von Conflans. Weitere Verträge folgen Ende des Jahres.

#### Italien
- 30. März: Nach dem Tod von Isabella von Clermont verleibt ihr Witwer Ferdinand I. ihr Fürstentum Tarent seinem Königreich Neapel ein.

#### Afrika
- Abdalhaqq II., letzter Sultan der Meriniden in Marokko, kommt bei dem Versuch, einen Aufstand der Idrisiden in Fès niederzuschlagen, ums Leben. Die folgenden Machtkämpfe führen allerdings nicht zu einer Restauration der Dynastie der Idrisiden. Stattdessen können sich die Wattasiden unter Muhammad asch-Schaich al-Mahdi durchsetzen.
- um 1465: Sonni Ali gründet das Songhaireich in Westafrika.

### Wirtschaft

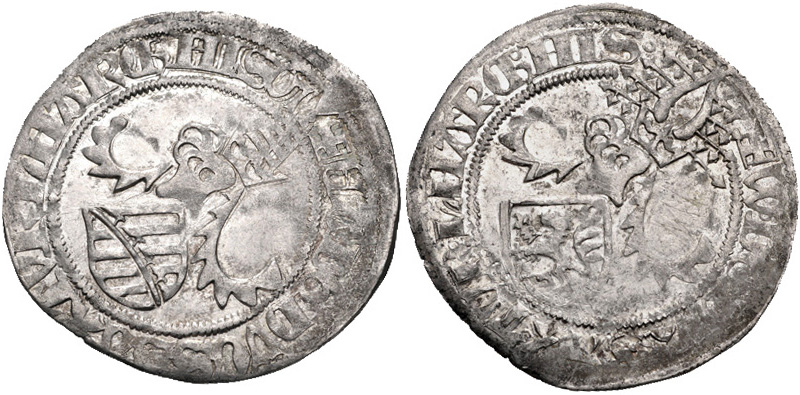
Kurfürst Ernst, Herzog Albrecht, Herzog Wilhelm III., Horngroschen von 1465

- 4. April: Nach einer gemeinsamen Münzreform wird in Sachsen und Thüringen der erste Horngroschen geprägt.

### Wissenschaft und Technik
- Die Pressburger Universitas Istropolitana (Academia Istropolitana) nimmt ihren Betrieb auf.

### Natur und Umwelt
- Seegfrörne: Der Bodensee ist komplett zugefroren.

## Geboren

### Geburtsdatum gesichert
- 06. Februar: Scipione del Ferro, italienischer Mathematiker († 1526)

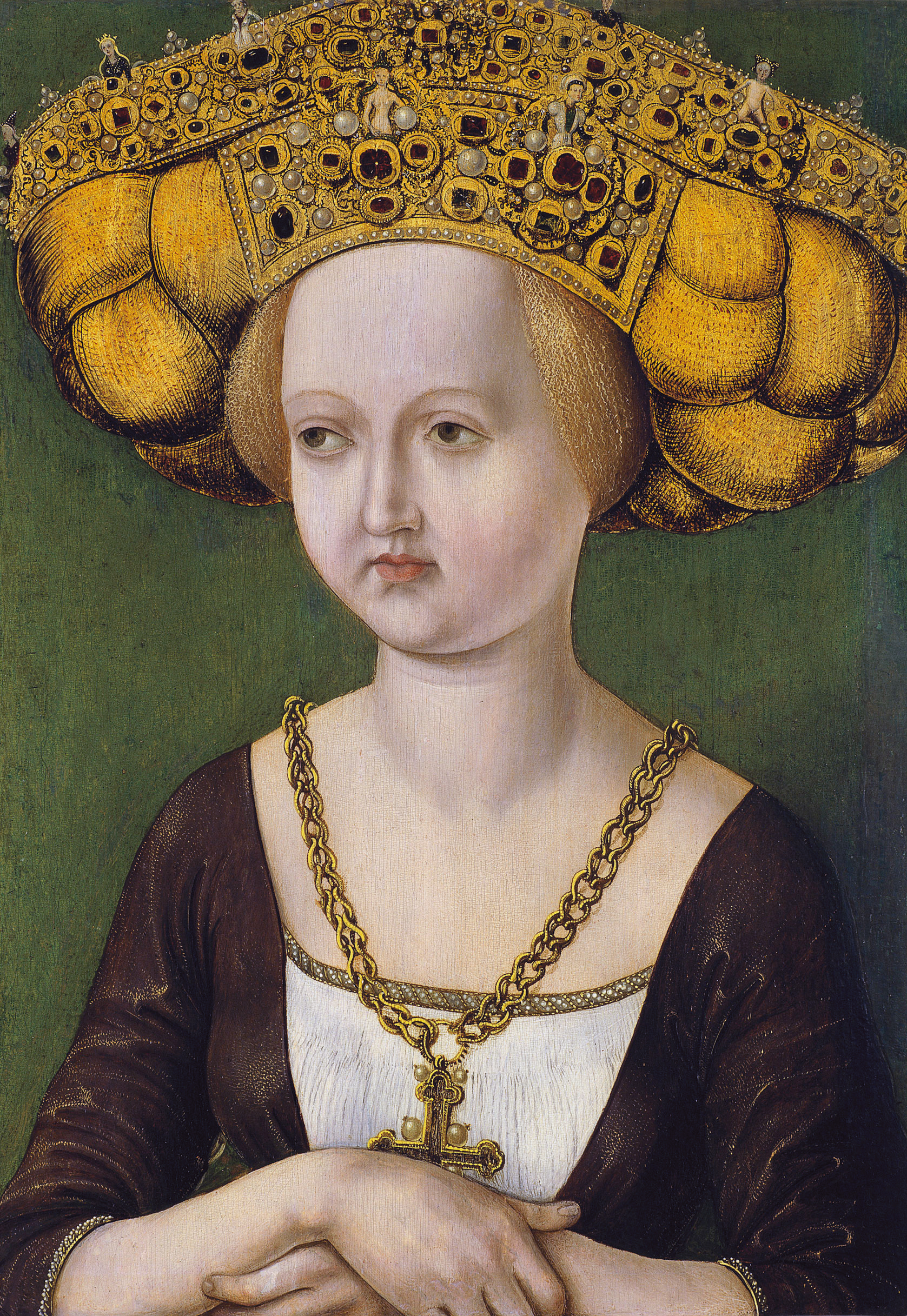
Jugendbildnis der Kunigunde von Österreich

- 16. März: Kunigunde von Österreich, österreichische Adlige, Herzogin von Bayern-München und Bayern († 1520)
- 22. April: Hieronymus Dungersheim, deutscher Theologe und Rektor der Universität Leipzig († 1540)
- 10. Juni: Mercurino Arborio di Gattinara, italienischer Jurist, Staatsmann, Großkanzler († 1530)
- 04. Juli: Ulrich Rülein von Calw, deutscher Humanist, Arzt, Montanwissenschaftler († 1523)
- 07. August: Philibert I., Herzog von Savoyen († 1482)
- 09. September: Ashikaga Yoshitane, 10. Shogun des Ashikaga-Shogunates († 1522)
- 14. Oktober: Konrad Peutinger, deutscher Jurist, Antiquar, Humanist († 1547)
- 11. Dezember: Ashikaga Yoshihisa, 9. Shogun des Ashikaga-Shogunates († 1489)

### Genaues Geburtsdatum unbekannt
- Hector Boece, schottischer Gelehrter, Historiker († 1536)
- Laurentius Corvinus, schlesischer Gelehrter, Stadtschreiber, Humanist († 1527)
- Diego Velázquez de Cuéllar, spanischer Eroberer, Gouverneur († 1524)
- Galiot de Genouillac, französischer Diplomat, Kriegsherr, Großmeister der Artillerie von Frankreich († 1546)
- Mehmed I. Giray, osmanischer Khan († 1523)
- Heinrich VIII., deutscher Adliger, Graf von Waldeck († 1513)
- Gerard Horenbout, flämischer Kartograph, Schreiber, Maler († 1541)
- Matthias Kremer, deutscher Theologe, Rektor der Universität Köln († 1557)
- Konrad Thumb von Neuburg, deutscher Adliger, Reichsritter, Marschall von Württemberg († 1525)
- Gumprecht I. von Neuenahr-Alpen, deutscher Adliger, Graf von Alpen und Limburg († 1504)
- Berthold Pürstinger, österreichischer Theologe, Autor, Bischof von Chiemsee († 1543)
- Visunharat Thipath, laotischer König von Lan Chang († 1520)
- Petrus Tritonius, Tiroler Schulmeister, Komponist und Musiklehrer († um 1525)
- Georg Truchseß von Wetzhausen, deutscher Abt († 1552)

### Geboren um 1465
- Marco Cara, italienischer Komponist († nach 1525)
- Vittore Carpaccio, venezianischer Maler und Zeichner († 1525/26)
- Richard Davy, englischer Organist, Chorleiter und Komponist († um 1507)
- Juan de Flandes, niederländischer Maler († 1519)
- Wendel Hipler, deutscher Jurist, Sekretär, Bauernkanzler († 1526)
- Hans Holbein der Ältere, deutscher Maler († 1524)
- Giovanni di Niccolò Mansueti, italienischer Maler († 1527)
- Sebastian Meyer, deutscher Theologe, Reformator († 1545)
- Matthäus Schiner, Schweizer Bischof von Sitten, Kardinal († 1522)
- Johann Tetzel, deutscher Ablassprediger († 1519)
- Gil Vicente, portugiesischer Dramatiker und Satiriker († 1536)
- Sebastian Virdung, deutscher Sänger, Komponist, Musiktheoretiker

## Gestorben

### Erstes Halbjahr

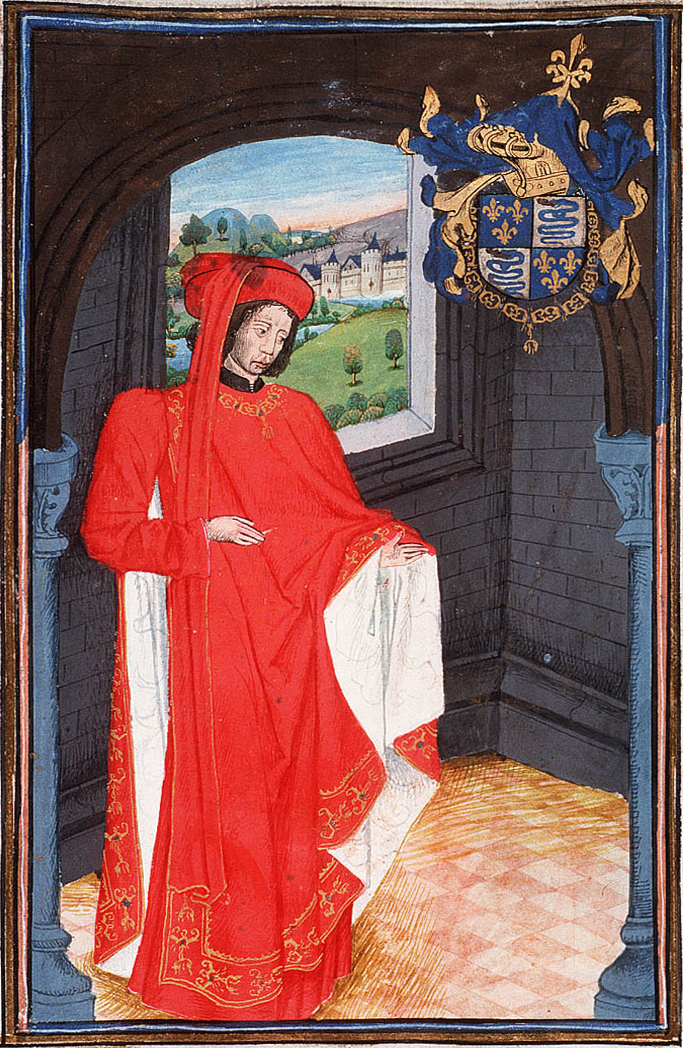
Charles de Orléans im Wappen- und Statutenbuch des Ordens vom Goldenen Vlies

- 05. Januar: Charles de Valois, französischer Adliger, Lyriker, Herzog von Orléans (* 1394)
- 13. Januar: Elisabeth von Brandenburg, deutsche Adlige, Herzogin von Pommern (* 1425)
- 14. Januar: Thomas Beckington, Bischof von Bath und Wells (* um 1390)
- 29. Januar: Ludwig, französischer Adliger, Herzog von Savoyen, Fürst von Piemont, Graf von Aosta und Maurienne (* 1413)
- 31. Januar: Ulrich Maier, Schweizer Benediktiner, Abt des Klosters Muri
- 01. Februar: Dénes Szécsi, ungarischer Kardinal und erster Primas von Ungarn (* 1400 oder 1410)
- 22. März: Ludovico Trevisan, Patriarch von Aquileia und Camerlengo (Kardinalkämmerer) der Heiligen Römischen Kirche (* 1401)
- 12. Mai: Thomas Palaiologos, byzantinischer Adliger, Despot von Morea, Fürst von Achaia (* um 1409)
- 24. Mai: Jakob Kennedy, schottischer Bischof, Bischof von Dunkeld und von St Andrews

### Zweites Halbjahr
- 16. Juli: Pierre de Brézé, französischer Adliger, Ritter, Graf von Maulévrier (* um 1410)
- 27. Juli: Margarete von Brandenburg, deutsche Adlige, Herzogin zu Mecklenburg und Herzogin von Bayern-Ingolstadt (* 1410)
- 05. August: Johannes Schallermann, Bischof von Gurk (* 1373)
- 11. September: Matthias Wedel, deutscher Rechtsgelehrter
- 25. September: Isabelle de Bourbon, französische Adlige, Herzogin von Burgund (* 1437)
- 10. Oktober: Barbara von Sachsen-Wittenberg, Markgräfin von Brandenburg-Kulmbach (* 1405)
- 26. Oktober: Isabella von Braganza, portugiesische Adlige (* 1402)
- 01. November: Ruprecht von Pfalz-Mosbach, Bischof von Regensburg
- 28. Dezember: Wilhelm von Calven, deutscher Ratsherr, Bürgermeister von Lübeck

### Genaues Todesdatum unbekannt
- Abdalhaqq II., Sultan der Meriniden in Marokko (* 1420)
- Joanot Martorell, valencianischer Ritter und Schriftsteller (* 1410)
- Johannes von Dinkelsbühl, deutscher frühhumanistischer Gelehrter (* 1370)
- Abu Nasr Saʿd, maurischer Emir von Granada